# L'Âne et ses maîtres
L'Âne et ses maîtres est la onzième fable du livre VI de La Fontaine situé dans le premier recueil des Fables de La Fontaine, édité pour la première fois en 1668.
Pour cette Fable, La Fontaine s'inspire de celle d'Ésope : L'Âne et le jardinier.
L'âne d'un jardinier se plaignait au Destin

De ce qu'on le faisait lever devant l'aurore.

Les coqs, disait-il, ont beau chanter matin.

        Je suis plus matineux encor.

Et pourquoi? Pour porter des herbes au marché

Belle nécessité d'interrompre mon somme?

        Le Sort, de sa plainte touché,

Lui donne un autre maître, et l'animal de somme

Passe du jardinier aux mains d'un corroyeur.

La pesanteur des peaux et leur mauvaise odeur

Eurent bientôt choqué l'impertinante bête.

J'ai regret, disait-il, à mon premier seigneur.

        Encor, quand il tournait la tête,

        J'attrapais, s'il m'en souvient bien,

Quelque morceau de chou qui ne me coûtaient rien

Mais ici point d'aubaine, ou, si j'en ai quelqu'une,

C'est des coups. Il obtint changement de fortune !

        Et sur l'état d'un charbonnier

        Il fut couché tout le dernier.

Autre plainte. Quoi donc! dit le Sort en colère

        Ce baudet-ci m'occcupe autant

        Que cent monarques pourraient faire!

Croit-il être le seul à n'être pas content?

        N'ai-je en l'esprit que son affaire?

Le sort avait raison. Tous gens sont ainsi faits:

Notre condition jamais ne nous contente;

        La pire est toujours la présente.

Nous fatiguons le ciel à force de placets,

Qu'à chacun Jupiter accorde sa requête,       

        Nous lui romprons encor la tête.
— Jean de La Fontaine, Fables de La Fontaine, L'âne et ses maîtres